# Pascal Simon
Pascal Simon (nacido el 27 de septiembre de 1956 en Mesnil-Saint-Loup) fue un ciclista francés, profesional entre los años 1979 y 1991, durante los cuales logró 17 victorias.

## Biografía
Siendo aficionado, logró en 1974 ganar el Campeonato de Francia Júnior en ruta y en 1978, el Campeonato Militar de Ciclocrós. Consiguió un triunfo de etapa en el Tour de Francia 1982 (15.ª etapa, Manosque - Orcières-Merlette). Portó durante 7 días el maillot amarillo en el Tour de Francia 1983, desde la 11.ª hasta la 17.ª etapa, en la que tuvo que abandonar debido a las secuelas de una caída sufrida en la 11.ª. Finalmente Laurent Fignon se lo arrebataría. Dio positivo en el Dauphiné Libéré 1983, siendo descalificado.
Es hermano de Régis Simon, François Simon y de Jérôme Simon, los tres antiguos ciclistas profesionales.

## Palmarés
| 1980 - Tour de Haut-Var 1981 - Tour del Porvenir, más 2 etapas 1982 - 1 etapa del Tour de Francia - 2 etapas del Clásico RCN 1983 - 1 etapa del Dauphiné Libéré | 1984 - Ruta del Sur, más 1 etapa 1986 - Tour de Haut-Var 1987 - Tour de Vaucluse 1991 - 1 etapa del Tour de Limousin |

## Resultados en Grandes Vueltas y Campeonatos del Mundo
Durante su carrera deportiva ha conseguido los siguientes puestos en las Grandes Vueltas y en los Campeonatos del Mundo en carretera:
| Carrera         | 1980 | 1981 | 1982 | 1983 | 1984 | 1985 | 1986 | 1987 | 1988 | 1989 | 1990 | 1991 |
| --------------- | ---- | ---- | ---- | ---- | ---- | ---- | ---- | ---- | ---- | ---- | ---- | ---- |
| Giro de Italia  | -    | -    | -    | -    | -    | -    | -    | -    | -    | -    | 73.º | -    |
| Tour de Francia | 28.º | -    | 20.º | Ab.  | 7º   | 20.º | 13.º | 53.º | 17.º | 13.º | 35.º | 57.º |
| Vuelta a España | -    | -    | -    | -    | -    | 14.º | -    | -    | -    | -    | -    | -    |

-: no participa

Ab.: abandono

X: ediciones no celebradas

## Equipos
- Peugeot-Esso-Michelin (1979-1981)
- Peugeot-Shell-Michelin (1982-1986)
- Z (1987)
- Systeme U (1988-1989)
- Castorama (1990-1991)